# Гилберт, Сара
Сара Гилберт (англ. Sara Gilbert; настоящее имя Сара Ребекка Эйблес, род. 29 января 1975, Санта-Моника, Калифорния, США) — американская актриса.

## Биография
Сара Гилберт родилась в Санта-Монике в семье актрисы Барбары Крэйн и Харольда Эблеса. Сводная сестра Сары — Мелисса Гилберт и брат Джонатан (оба приёмные) также стали актёрами.
В возрасте шести лет Сара Гилберт увидела звезду своей сестры на голливудской Аллее Славы. После чего она твёрдо заявила матери, что тоже непременно станет актрисой.
Ещё в юности начинающая актриса активно играла маленькие роли, снимаясь в рекламных роликах. В 1984 году она сменила фамилию Эблес на известную Гилберт и окончательно утвердилась как актриса, талантливо сыграв незначительную роль в сериале Little House on the Prairie («Маленький дом в прериях»), вместе со своей старшей, более именитой, сестрой.
В 1988 году Сара Гилберт получила роль в известном телесериале «Розанна», где снималась с 1988 по 1997 год. Во время съёмок Сара Гилберт успела поступить в Йельский университет на специальность оператора, который окончила в 1997 году.

## Личная жизнь
Гилберт — открытая лесбиянка, совершила каминг-аут в 2010 году. В подростковом возрасте Гилберт встречалась с актёром Джонни Галэки, благодаря чему и осознала, что она лесбиянка.
С 2001 по 2011 год Гилберт состояла в отношениях со сценаристкой и кинопродюсером Эллисон Адлер, у них есть двое детей — сын Леви Хэнк Гилберт-Адлер (род. в октябре 2004 года, рождён Адлер) и дочь Сойер Джейн Гилберт-Адлер (род. 2 августа 2007, рождена Гилберт).
С 2014 по 2021 год Гилберт состояла в браке с рок-певицей и музыкантом Линдой Перри, у них есть сын — Родс Эмилио Гилберт-Перри (род. 28 февраля 2015, рождён Гилберт).

## Фильмография
| Год       |   | Русское название       | Оригинальное название | Роль               |
| --------- | - | ---------------------- | --------------------- | ------------------ |
| 1988—1997 | с | Розанна                | Roseanne              | Дарлин Коннер      |
| 1992      | ф | Ядовитый плющ          | Poison Ivy            | Сильвия            |
| 2005—2006 | с | Близнецы               | Twins                 | Митчи Арнольд      |
| 2006—2007 | с | Класс                  | The Class             | Ферн Велч          |
| 2007—2016 | с | Теория Большого взрыва | The Big Bang Theory   | Лесли Уинкл        |
| 2007—2010 | с | Частная практика       | Private Practice      | Келли              |
| 2011—2011 | с | Интернет-терапия       | Web Therapy           | Сильви Франк       |
| 2018      | с | Год жизни по-библейски | Living Biblically     | Шерил              |
| 2018—2025 | с | Розанна                | Roseanne              | Дарлин Коннер-Хили |